# Takaki Shigemitsu
Takaki Shigemitsu (重光 貴葵 Shigemitsu Takaki?, nacido el 31 de julio de 1983 en Fukuoka) es un exfutbolista japonés. Jugaba de defensa y su último club fue el Giravanz Kitakyushu de Japón.

## Trayectoria

### Clubes
| Club                | País  | Año         |
| ------------------- | ----- | ----------- |
| Tokyo Verdy         | Japón | 2006        |
| Fagiano Okayama     | Japón | 2006 - 2008 |
| Giravanz Kitakyushu | Japón | 2009 - 2011 |

## Estadística de carrera

### J. League
| Club                | Año   | J. League | J. League | Copa J. League | Copa J. League | Total | Total |
| Club                | Año   | Part.     | Goles     | Part.          | Goles          | Part. | Goles |
| ------------------- | ----- | --------- | --------- | -------------- | -------------- | ----- | ----- |
| Tokyo Verdy         | 2006  | 0         | 0         | -              | -              | 0     | 0     |
| Giravanz Kitakyushu | 2010  | 21        | 0         | -              | -              | 21    | 0     |
| Giravanz Kitakyushu | 2011  | 3         | 0         | -              | -              | 3     | 0     |
| Total               | Total | 24        | 0         | 0              | 0              | 24    | 0     |